# 泥棒貴族
『泥棒貴族』（どろぼうきぞく、Gambit）は、1966年のアメリカ合衆国の犯罪コメディ映画。2012年に『モネ・ゲーム』としてリメイクされている。

## ストーリー
泥棒のハリー（マイケル・ケイン）と相棒エミール（ジョン・アボット）は、
予てから大富豪シャバンダー（ハーバート・ロム）の隠し持つ秘宝の頭像を奪い取る計画を練っていた。
しかし、中々上手い手を思い付かない。
そんなある夜、ナイトクラブの踊り子ニコール（シャーリー・マクレーン）を見てハリーは閃いた。
彼女を利用すれば、計画は必ず成功する。
ニコールは、シャバンダーの亡くなった妻に生き写しだった。
一目見れば、シャバンダーはニコールを見初めるに違いない。
シャバンダーがニコールに夢中になっている隙を突いて、頭像を盗み出せばいい。
早速、ハリーはニコールに事情を話して仲間に引き入れた。
後日、ハリーは商談を装ってシャバンダーに面会に行った。
勿論ニコールを連れてだ。
案の定、シャバンダーは一目でニコールを気に入った様子だ。
その夜、シャバンダーはニコールを食事に誘って外出していった。
ハリーは、それを見計らってシャバンダーの屋敷に忍び込んだ。
頭像は厳重な警備システムに守られていた。
ハリーが悪戦苦闘していると、そこにニコールが現れた。
シャバンダーがショーに気を取られている間に抜け出して来たのだ。
ハリーはニコールと共に何とか頭像を盗み出した。
しかし、ふと油断した瞬間に赤外線感知装置に触れてしまい警報装置が鳴り響いた。
二人は慌てて逃げ出した。
ハリーは、別々に逃げようとニコールを空港に送って去って行った。
ニコールが出国手続きを取っていると、既のところでシャバンダーの手下が立ち塞がった。
シャバンダーは、ハリーとニコールの正体に勘付いていたのだ。
ニコールは、シャバンダーの元へ連れ戻された。
シャバンダーは、ニコールに条件を出して開放した。
それは、盗んだ頭像を返すようハリーを説得することだった。
ニコールは条件を呑んで、ハリーたちとの待ち合わせ場所に向った。
ニコールはハリーとエミールに再会して早速切り出した。
「頭像を返して。何もかもバレてるのよ」
すると、ハリーは何も盗んでいないと答えた。
ニコールは、一体どういうことだかサッパリ分からなかった。
ハリーは計画の全貌を明かした。
この計画の目的は、頭像を盗み出すことではなかった。
頭像が盗まれたという噂を流すことにあったのだ。
噂が流れてしまえば、複製が売れる。
複製を本物だと偽ってしまえば、誰も確かめようがない。
ハリーの相棒エミールは、本物そっくりに再現した複製を用意していた。
エミールに複製を見せられたニコールはすっかり憤慨してしまった。
「よくも、こんな薄汚い計画にあたしを巻き込んだわね！」
ニコールが捨て台詞を残して立ち去ろうとすると、ハリーが呼び止めた。
ハリーは、ニコールの目の前で複製を叩き割って見せた。
「これでいいだろ」
ハリーは、詐欺商売から足を洗う決心を固めたのだ。
ハリーがニコールの肩を抱くと、ニコールは納得して頷いた。
ハリーは、苦心して複製を作ったエミールに詫びを入れた。
そして、ニコールを連れてその場から立ち去って行った。
エミールは呆れて二人を見送った。
そんな時、エミールの傍らにあった電話が鳴った。
エミールは、電話に出て答えた。
「ええ、勿論準備出来てますよ」
エミールは、電話を切ると戸棚に向った。
戸棚には、別の複製が多数用意されているのだった。

## キャスト
| 役名                         | 俳優                   | 日本語吹替                          |
| 役名                         | 俳優                   | TBS版                               |
| ---------------------------- | ---------------------- | ----------------------------------- |
| ニコール・チャン             | シャーリー・マクレーン | 武藤礼子                            |
| ハリー・トリスタン・ディーン | マイケル・ケイン       | 金内吉男                            |
| アーメッド・シャバンダー     | ハーバート・ロム       | 仁内達之                            |
| ラム                         | ロジャー・C・カーメル  | 雨森雅司                            |
| アブダル                     | アーノルド・モス       | 高塔正康                            |
| エミール                     | ジョン・アボット       | 家弓家正                            |
| 不明 その他                  | N/A                    | 北村弘一 寺島幹夫 阪脩 納谷六朗     |
| 日本語スタッフ               |                        |                                     |
| 演出                         |                        |                                     |
| 翻訳                         |                        |                                     |
| 効果                         |                        |                                     |
| 調整                         |                        |                                     |
| 制作                         | 制作                   | グロービジョン                      |
| 解説                         | 解説                   | 荻昌弘                              |
| 初回放送                     | 初回放送               | 1970年12月28日 『月曜ロードショー』 |

## 映画賞
| 賞                   | 部門                                    | 対象                                                                                                  | 結果       |
| -------------------- | --------------------------------------- | --- | ---------- |
| アカデミー賞         | 美術賞                                  | アレクサンダー・ゴリツィン ジョージ・C・ウェブ ジョン・マッカーシー・ジュニア ジョン・P・オースティン | ノミネート |
| アカデミー賞         | 衣裳デザイン賞                          | ジーン・ルイス                                                                                        | ノミネート |
| アカデミー賞         | 録音賞                                  | ウォルドン・O・ワトソン                                                                               | ノミネート |
| ゴールデングローブ賞 | 作品賞 (ミュージカル・コメディ部門)     | | ノミネート |
| ゴールデングローブ賞 | 主演男優賞 (ミュージカル・コメディ部門) | マイケル・ケイン                                                                                      | ノミネート |
| ゴールデングローブ賞 | 主演女優賞 (ミュージカル・コメディ部門) | シャーリー・マクレーン                                                                                | ノミネート |
| ゴールデンローレル賞 | コメディ女優賞                          | シャーリー・マクレーン                                                                                | 第3位      |